# Frankenstein Unbound
Frankenstein Unbound (Brasil: Frankenstein - Terror das Trevas / Portugal: Frankenstein - O Monstro das Trevas) é um filme estadunidense da The Mount Company lançado em 1990, baseado no livro de Brian Aldiss, dirigido por Roger Corman. Este foi o último filme dirigido por Corman após um hiato de quase 20 anos.

## Sinopse
Nova Los Angeles, 2031. Joseph Buchanan (John Hurt) é um cientista que está trabalhando em um projeto militar altamente secreto, que cria uma brecha no tempo. Ele acaba sendo enviado para 1817, na Suíça. Buchanan consegue se adaptar bastante bem ao novo ambiente, principalmente depois de conhecer o também cientista Barão Frankenstein (Raul Julia). Curiosamente o Barão é apresentado como uma figura histórica autêntica, que permite o enforcamento de uma inocente jovem por bruxaria para não revelar que sua criatura é a responsável pela morte de uma criança. Mary Shelley (Brdget Fonda) estava presente no "julgamento" e o monstro serve de base para seu famoso livro. Ela é muita mal vista na região, por ser amante de Lorde Byron (Jason Patric). Shelley acaba salvando a vida de Buchanan, que foi atirado às águas pela multidão quando tentou inutilmente salvar a jovem do enforcamento. Shelley fica emocionada ao ver um exemplar do seu livro no carro (que veio do século XXI) de Buchanan, que ela inicialmente chamava de "carruagem". Buchanan fica sabendo através do barão que ele vai fazer uma companheira para o monstro. Paralelamente a criatura mata Elizabeth (Catherine Ravett), a noiva de Frankenstein, pois quer se vingar do seu criador. Buchanan é enforcado por uma pequena turba, que acha que ele assassinou Elizabeth. Ironicamente quem o salva é o monstro, mas Buchanan ainda tem muitos problemas, pois Frankenstein voltou a controlar a criatura e quer forçar Buchanan a ajudá-lo, pois precisa da energia do carro para fazer a companheira do monstro.

## Elenco
- John Hurt (Dr. Joseph "Joe" Buchanan / Narrador)
- Raul Julia (Dr. Victor Frankenstein)
- Nick Brimble (Monstro)
- Bridget Fonda (Mary Wollstonecraft Godwin / Mary Shelley)
- Catherine Rabett (Elizabeth Levenza)
- Jason Patric (Lorde George Gordon Byron)
- Michael Hutchence (Percy Byshee Shelley)
- Catherine Corman (Justine Moritz)
- Mickey Knox (General Reade)